# Лайънъл Шрайвър
Лайънъл Шрайвър (на английски: Lionel Shriver) е американска журналистка и писателка на произведения в жанра драма, трилър и документалистика.

## Биография и творчество
Лайънъл Шрайвър, с рождено име Маргарет Ан Шрайвър, е родена на 18 май 1957 г. в Гастония, Северна Каролина, САЩ. Баща ѝ е презвитериански пастор. На 15-годишна възраст тя неофициално сменя името си от Маргарет Ан на Лионел, защото не харесва името, което ѝ е дадено, и като мъжкарана чувства, че конвенционалното мъжко име ѝ приляга по-добре.
Завършва Бърнард Колидж на Колумбийския университет с магистърска степен по изкуства. Живяла е Найроби, Бангкок и Белфаст. Преподавала е творческо изкуство в Ню Милфорд, Кънектикът. Омъжена е за джаз-барабаниста Джеф Уилямс.
Първият ѝ роман „The Female of the Species“ е издаден през 1987 г.
Става известна с романа си „Трябва да поговорим за Кевин“ издаден през 2003 г. Той става бестселър и през 2005 г. той печели наградата „Ориндж“ за жени писателки. През 2011 г. романът е екранизиран в едноименния телевизионен филм с участието на Тилда Суинтън, Джон Райли и Езра Милър.
Тя пише и като журналист за вестници и списания като „ЕУолстрийт джърнъл“, „Файненшъл Таймс“, „Ню Йорк Таймс“, „Икономист“ и за предаването „Talkback“ от „Radio Ulster“ в Белфаст. В периода 2005 – 2015 г. пише като колумнист за вестник „Гардиън“ по теми като ролята на майките в западните общества, политиката на британското правителство и значението на библиотеките за обществото.
Лайънъл Шрайвър живее със семейството си в Лондон и в Бруклин.

## Произведения

### Самостоятелни романи
- The Female of the Species (1987)
- Checker and the Derailleurs (1988)
- The Bleeding Heart (1990)
- Ordinary Decent Criminals (1992)
- Game Control (1994)
- A Perfectly Good Family (1996)
- Double Fault (1997)
- We Need to Talk About Kevin (2003)
Трябва да поговорим за Кевин, изд. „My Book“ (2020), прев. Надежда Розова
- The Post-Birthday World (2007)
- So Much for That (2010)
- The New Republic (2012)
- Big Brother (2013)
- The Mandibles (2016)
- The Motion of the Body Through Space (2020)

### Новели
- The Self-Seeding Sycamore (2016)
- The Standing Chandelier (2017)
- Domestic Terrorism (2018)

### Сборници
- Ox-Tales:Fire (2009) – с Джеф Дайър, Себастиан Фолк, Марк Хадън, Джон льо Каре, Викрам Сет, Виктория Хислъп, Али Смит, Уилям Сътклиф, Джанет Уинтърсън и Сяолу Гуо
- Property (2018)

### Документалистика
- The Library Book (2012) – с Алън Бенет, Ан Клийв, Сет Годин, Сюзън Хил, Том Холанд, Луси Манган, Чайна Миевил, Кейтлин Моран, Кейт Мос, Джули Майерсън, Бали Рай, Вал Макдърмид и Харди Кохли Сингх

### Екранизации
- 2011 Трябва да поговорим за Кевин, We Need to Talk About Kevin